# Seiya Kitano
Seiya Kitano (jap. 北野 晴矢 Kitano Seyia; ur. 2 sierpnia 1997 w Hiji) – japoński piłkarz występujący na pozycji pomocnika lub napastnika.

## Kariera klubowa
Grę w piłkę nożną rozpoczął w szkółce SMIS Seleção z Beppu. W wieku 14 lat przeniósł się do akademii piłkarskiej Nagoya Grampus. Latem 2015 roku wziął w barwach tego klubu udział w turnieju Szczecin International Youth Cup. Jego zespół wygrał rozgrywki, a on sam z 5 bramkami został królem strzelców, co zwróciło na niego uwagę skautów Pogoni Szczecin. W grudniu 2015 roku podpisał z Pogonią trzyletni kontrakt. W rundzie wiosennej sezonu 2015/16 rozpoczął występy w zespole rezerw, natomiast przed sezonem 2016/17 trener Kazimierz Moskal włączył go do kadry pierwszego zespołu. 16 lipca 2016 zadebiutował w Ekstraklasie w przegranym 1:2 meczu z Wisłą Kraków i rozpoczął od tego momentu regularne występy. 20 sierpnia zdobył pierwszą bramkę w polskiej lidze w spotkaniu przeciwko Piastowi Gliwice (2:0). W rundzie wiosennej sezonu 2016/17 z powodu braków taktycznych i niestabilnej formy przegrał rywalizację o miejsce w składzie ze Spasem Delewem i Dariuszem Formellą.
W sierpniu 2017 roku, decyzją nowego trenera Macieja Skorży, wypożyczono go na rok do Pogoni Siedlce (I liga). W lutym 2018 roku z powodu kontuzji kolana okres jego wypożyczenia został skrócony i powrócił on do rezerw Pogoni Szczecin. W lutym 2019 roku rozwiązał za porozumieniem stron swoją umowę i przeniósł się do drugoligowego łotewskiego klubu FK Auda.